# Dun Breedin'
Dun Breedin' (англ.) — британський комедійно-драматичний вебсеріал про компанію жительок Брайтону, які переживають менопаузу, створений та написаний Джулі Ґрем і режисований Робін Шеппард. Перший сезон з 9-ти епізодів фільмувався під час першого локдауну КОВІД-19, виходив з 30 квітня 2020 року щочетверга на Youtube і був опублікований на сайті British Comedy Guide. В серіалі звучить музика композитора Фредді Діксона й гурту Hidden Charms.

## У ролях

### Головні
- Джулі Ґрем — Ру Джеймсон
- Анджела Ґріффін[en] — С'юзі Денієлс
- Елісон Ньюман[en] — Ванда Вокер
- Трейсі-Енн Оберман[en] — Джіджі Ґордон
- Тамзін Аутвейт[en] — Інді Гендрікс
- Деніз Велш[en] — Долл Белвідер

### Другорядні
- Лінкольн Таунлі[en] — Зут
- Джейсон Мілліган — Джиммі
- Стів Едж[en] — Стів Джеймсон[16]
- Луї Гілі — Оззі
- Том Чайлд — Румі